# ناغاي ناأويوكي
ناغاي ناأويوكي هو عسكري وساموراي وسياسي ياباني، ولد في 21 ديسمبر 1816 في مقاطعة ميكاوا في اليابان، وتوفي في 1 يوليو 1896. انتخب Wakadoshiyori ‏.